# Liste der Monuments historiques in Ognes (Marne)
Die Liste der Monuments historiques in Ognes führt die Monuments historiques in der französischen Gemeinde Ognes auf.

## Liste der Objekte
| Bezeichnung                 | Beschreibung                                                                                                  | Standort                        | Kennzeichnung | Schutzstatus | Datum | Bild |
| --------------------------- | --- | ------------------------------- | ------------- | ------------ | ----- | ---- |
| Skulptur Heiliger Quintinus | Stein, farbig gefasst, 15. Jahrhundert                                                                        | in der Kirche St-Quentin (Lage) | PM51003188    | Inscrit      | 1982  |      |
| Hauptaltar                  | Altartisch, Retabel und Gemälde Martyrium des heiligen Quintinus; Holz, Ölfarbe auf Leinwand, 18. Jahrhundert | in der Kirche St-Quentin (Lage) | PM51003190    | Inscrit      | 1982  |      |
| Kruzifix                    | Holz, 16. Jahrhundert                                                                                         | in der Kirche St-Quentin (Lage) | PM51003189    | Inscrit      | 1982  |      |